# Soulève-moi
Singles de Daniel Balavoine
Vendeurs de larmes
(1982) Pour la femme veuve qui s'éveille
(1983)
Pistes de Vendeurs de larmes
Y a pas de bon numéro Viens danser
Soulève-moi est une chanson écrite, composée et interprétée par Daniel Balavoine en 1982, d'abord paru sur l'album Vendeurs de larmes, puis en single extrait de l'album.

## Thème de la chanson
Daniel Balavoine parla dans une interview en avril 1982 du thème de la chanson : 

« Soulève-moi est l'exemple type de ce que j'appelle une chanson d'amour [...] c'est l'histoire d'un jeune mec qui est un peu perdu, qui s'en va dans Pigalle et qui pour la première fois s'adresse à une prostituée. Il pense à toute la pourriture qu'il y a autour, la seule chose qui puisse lui faire oublier ça, c'est de faire l'amour avec une femme. Parce que c'est vrai qu'à ce moment-là, je le dis sans vulgarité aucune, ça aide. Je crois que l'amour physique est une chose qui aide la tête et la chanson veut simplement raconter ça. »

— Daniel Balavoine, avril 1982.